# Referendum costituzionale in Italia del 2016
Il referendum costituzionale in Italia del 2016 si tenne il 4 dicembre ed ebbe a oggetto la cosiddetta riforma costituzionale Renzi-Boschi, diretta a modificare sotto vari profili la seconda parte della Costituzione. Il disegno di legge costituzionale era stato approvato in via definitiva dalla Camera il precedente 12 aprile.
La consultazione popolare vide un'affluenza alle urne pari a circa il 65% degli elettori residenti in Italia e all'estero e una netta preponderanza dei pareri contrari alla riforma, che superarono il 59% delle preferenze espresse. Non essendo previsto un quorum di votanti, la riforma sarebbe entrata in vigore se il numero dei voti favorevoli fosse stato superiore al numero dei suffragi contrari, a prescindere dalla partecipazione al voto.
La proposta di riforma era stata approvata dal Parlamento con una maggioranza inferiore ai due terzi dei componenti di ciascuna camera: di conseguenza, come prescritto dall'articolo 138 della Costituzione, il provvedimento non era stato direttamente promulgato proprio per dare la possibilità di richiedere un referendum confermativo entro i successivi tre mesi, facoltà esercitata nello stesso mese di aprile 2016.
Fu il terzo referendum costituzionale nella storia della Repubblica Italiana dopo quello del 2001, quando vinse il «sì» con un'affluenza di circa il 34%, e quello del 2006, quando invece prevalse il «no» con una partecipazione del 52,5%. Si è trattato nel complesso della 22ª consultazione referendaria svolta in Italia e del 72º quesito sottoposto agli elettori.

## Iniziativa referendaria e indizione

### Le iniziative parlamentari ed extraparlamentari
Dopo l'approvazione del progetto di legge costituzionale, parlamentari di entrambe le camere – appartenenti sia alla maggioranza sia all'opposizione – sfruttarono la possibilità di richiedere un referendum confermativo entro tre mesi dalla pubblicazione del testo in Gazzetta Ufficiale, avvenuta il 15 aprile, presentando distinte istanze presso la cancelleria della Corte suprema di cassazione già a partire dal 20 aprile 2016.
L'Ufficio centrale per il referendum, preposto a verificare la regolarità delle richieste entro 30 giorni, ne dichiarò la conformità alle disposizioni normative il 6 maggio 2016, confermando con apposita ordinanza la legittimità del quesito referendario presentato. Anche se il dettato normativo prescrive che la successiva indizione della consultazione popolare, con decreto del Presidente della Repubblica su deliberazione del Consiglio dei ministri, sia da effettuarsi entro il sessantesimo giorno dalla comunicazione dell'ordinanza dell'Ufficio centrale ai soggetti preposti (Presidente della Repubblica, Presidenti delle Camere, Presidente del Consiglio e Presidente della Corte costituzionale), in occasione del primo referendum costituzionale del 2001 fu adottata l'interpretazione secondo la quale tale intervallo decorre solo dopo aver fatto passare comunque i tre mesi dalla pubblicazione sulla Gazzetta Ufficiale, in modo da dare il tempo di esercitare la medesima iniziativa anche agli altri soggetti che ne hanno diritto (cittadini e consigli regionali). Il referendum si svolge poi tra il 50º e il 70º giorno successivo all'emanazione del decreto di indizione.
In effetti, vari soggetti annunciarono per lo più simboliche raccolte di firme popolari per il referendum, sia in concorso con il quesito già avanzato sull'intera legge costituzionale (anche in tal caso promosse sia dai sostenitori della revisione costituzionale che dagli oppositori), sia in riferimento a singole sue parti. La non necessaria raccolta di firme per lo svolgimento del referendum diede occasione ad alcuni soggetti, tra cui il Codacons, di denunciare un possibile abuso, da parte dei partiti, della possibilità di accedere ai rimborsi previsti per i comitati promotori dalla legge 157 del 1999.

### L'ipotesi dello «spacchettamento»
La possibilità di votare con quesiti referendari separati, sostenuta tra gli altri dai professori Alessandro Pace e Fulco Lanchester come unico rimedio alla non omogeneità del disegno di legge oggetto del referendum, non aveva precedenti, né era mai stata richiesta nei due unici referendum costituzionali precedenti (quelli del 2001 e del 2006). Sulla praticabilità di un tale "spacchettamento" erano stati inoltre avanzati dubbi di ammissibilità, anche in relazione alle previsioni dello stesso articolo 138 della Costituzione, che non fa riferimento a una possibilità di sottoporre a referendum solo parti della legge approvata dalle camere, come invece previsto per i referendum abrogativi.
Lo stesso comitato per il no di cui Alessandro Pace è presidente aveva scartato l'ipotesi di presentare quesiti separati, anche per le relative difficoltà nella raccolta delle firme necessarie per ogni quesito, facendola rimanere una strada realisticamente percorribile solo attraverso una nuova dedicata iniziativa parlamentare. In Parlamento in un primo momento esponenti del Movimento 5 Stelle avevano mostrato interesse per lo "spacchettamento", rinunciando però poi ad avviare o sostenere iniziative concrete.
In seguito erano stati poi i radicali a proporre una sottoscrizione di almeno un quinto di deputati o di senatori su quesiti separati, trovando prima l'appoggio di altri parlamentari dell'opposizione e di membri della minoranza del PD, poi anche l'apertura da parlamentari della maggioranza e dallo stesso Renzi.
L'eventuale richiesta di spacchettamento, da presentare entro il 15 luglio, era infatti vista anche come un'occasione per rinviare la possibile data del referendum dall'autunno 2016 alla primavera 2017, giacché l'inedito scenario avrebbe portato probabilmente a una necessaria pronuncia della Corte costituzionale con conseguente allungamento dei tempi. Tanto il PD quanto i principali partiti di opposizione, questi ultimi incoraggiati dai sondaggi che vedevano in vantaggio i «no», confermarono tuttavia di non voler aderire alla proposta.

### La scelta della data e il decreto di indizione

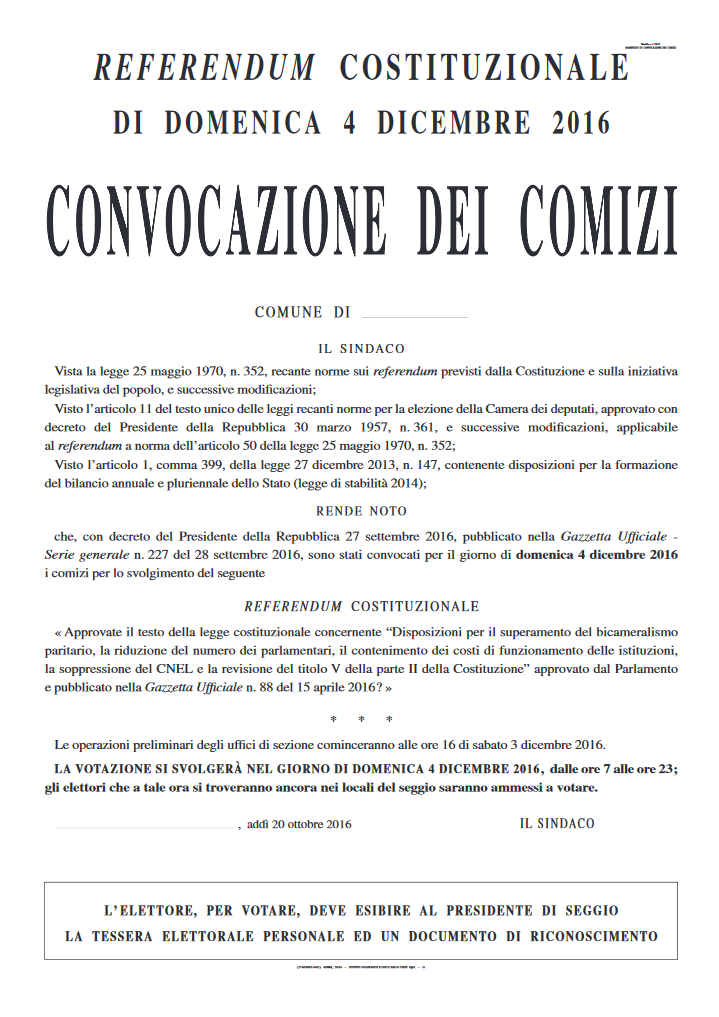
Facsimile dell'avviso di indizione del referendum

Il 4 agosto l'Ufficio centrale si pronunciò anche sull'iniziativa popolare, dichiarando valide nell'ordinanza depositata e comunicata l'8 agosto le firme depositate il precedente 14 luglio dal comitato per il sì, il solo a raggiungere la soglia delle cinquecentomila firme, dando quindi il via ai sessanta giorni di tempo per l'indizione. Il 26 settembre 2016 il Consiglio dei ministri deliberò per il successivo 4 dicembre la data di svolgimento della consultazione.
Molti degli esponenti contrari alla riforma criticarono la scelta di una data più tardiva rispetto a quella pronosticata nei mesi precedenti (quando si presumeva una domenica tra l'inizio di ottobre e la fine di novembre), accusando Renzi di aver scelto una delle date più avanti nel tempo tra quelle possibili per convenienza strategica. In particolare, con la scelta del 4 dicembre si allungò la campagna elettorale, dando più tempo allo schieramento del "sì" (dato sfavorito dai sondaggi) di recuperare terreno, e gli elettori furono chiamati alle urne nello stesso giorno del rifacimento del secondo turno delle presidenziali austriache che, vista la presenza nel ballottaggio di un leader di estrema destra, poteva teoricamente essere usato come richiamo al rischio di ascesa di posizioni e movimenti populisti anche in Italia a seguito di una vittoria del no e un'eventuale crisi di governo. A tal proposito, il voto a dicembre dava il tempo al Parlamento di approvare la legge di bilancio per l'anno successivo in almeno una delle due Camere, rassicurando così i mercati internazionali sui rischi legati all'esito del voto.
Il formale decreto del Presidente della Repubblica di indizione del «referendum popolare confermativo» venne emesso il 27 settembre 2016 e pubblicato sulla Gazzetta Ufficiale nº 227 del 28 settembre 2016.

### La scheda referendaria e i ricorsi sul quesito
(Il testo del quesito referendario)
Come confermato da una circolare del Ministero dell'interno del 15 novembre 2016, la scheda referendaria, stampata secondo l'apposito modello introdotto dalla legge 13 marzo 1980, n. 70, fu di colore rosa (Pantone 230 U). Al suo interno il testo del quesito riportava il titolo della legge costituzionale oggetto del referendum, come già avvenuto in occasione delle due precedenti consultazioni dello stesso tipo e come previsto dalle due opzioni di formulazione di cui all'articolo 16 della legge 25 maggio 1970, n. 352.
La presenza della denominazione completa della proposta di riforma fu tuttavia oggetto di polemiche. Tale titolo, per alcuni osservatori formulato durante i lavori parlamentari tenendo appositamente conto che sarebbe poi comparso sulle schede referendarie, risulterebbe infatti fuorviante annunciando, secondo i detrattori, finalità che non sarebbero pienamente perseguite dalla riforma o enfatizzandone i buoni propositi senza dare concrete indicazioni sulle modalità con cui se ne dà applicazione, celando allo stesso tempo gli aspetti negativi evidenziati dagli oppositori e gli altri punti toccati dalla riforma. Il 5 ottobre 2016 rappresentanti del Movimento 5 Stelle e di Sinistra Italiana avevano in proposito presentato un ricorso al TAR del Lazio, dichiarato poi inammissibile per difetto di giurisdizione il 20 ottobre, chiedendo un quesito più imparziale e in cui siano elencati tutti gli articoli modificati della Costituzione, nonostante la formulazione avesse già avuto una valutazione al momento della richiesta del referendum dall'Ufficio centrale della Cassazione. Per i giudici del TAR che rigettarono l'istanza la materia non rientrava infatti nell'ambito della giustizia amministrativa, e i ruoli di garanzia erano già stati esercitati sia dalla Cassazione che dal Presidente della Repubblica al momento dell'emanazione del decreto di indizione.
Ulteriore ricorso al TAR del Lazio, oltre che al tribunale civile di Milano, era stato presentato l'11 ottobre anche da Valerio Onida e dalla professoressa Barbara Randazzo, con l'obiettivo di sollevare presso la Corte costituzionale il tema del mancato rispetto del principio di omogeneità per i quesiti referendari affermatosi a seguito di pronunce della Corte su referendum abrogativi, motivo per il quale nei mesi precedenti erano già state avanzate proposte di "spacchettamento". I sostenitori della riforma avevano invece ritenuto infondata la questione, sia perché il principio era stato formulato per salvaguardare la natura dei referendum abrogativi contro il rischio di aggregare quesiti a scopo manipolatorio (e non si applicherebbe quindi ad altri tipi di referendum), sia perché nel caso dei referendum costituzionali si è chiamati a votare a conferma del voto di approvazione parlamentare, anch'esso avvenuto sull'intero testo di legge e non per parti omogenee.
In precedenza in dottrina si era già discusso delle implicite difficoltà tecniche nell'applicare i principi formulati dalla giurisprudenza costituzionale per i referendum abrogativi (in merito ai quali il principio di omogenità era stato occasionalmente anche soggetto a critiche o messo in secondo piano rispetto ad altri criteri quali semplicità, chiarezza e completezza anche da altre sentenze della stessa Corte vista la presenza di leggi caratterizzati da intrinseche eterogeneità nei contenuti) anche ai referendum costituzionali (il precedente referendum del 2006 aveva una simile disomogeneità), considerando generalmente tutelabile l'omogeneità di un referendum costituzionale solo in presenza di un relativo progetto di riforma "puntuale", la cui affinità dei contenuti sia quindi fortemente salvaguardata dall'inizio dei lavori parlamentari; tuttavia, oltre a rimanere una strada difficilmente percorribile per ampi progetti di riforma, era stato fatto notare anche come, nel caso di un ipotetico voto popolare per singole parti, non mancherebbe il rischio di ritrovarsi con una Costituzione riformata dai contenuti poco coerenti se non contraddittori visto che molte parti della Carta sono legate tra loro anche se riguardanti argomenti diversi.
Mentre una parte di giuristi aveva quindi anche sostenuto la non legittimità a prescindere di estesi progetti di riforma, ulteriori argomentazioni contro la necessità dell'omogeneità, parametro che lascia tra l'altro ampi margini discrezionali nella sua valutazione, interpretano le previsioni dell'articolo 138 della Costituzione evidenziando un carattere impositivo nello svolgimento del referendum costituzionale sull'intero testo di legge (eterogeneo o meno), facendo prevalere la valutazione del complessivo significato funzionale a quello delle singoli parti normative, distinguendolo quindi più marcatamente dalla natura dei referendum abrogativi previsti dall'articolo 75. La prevalenza del giudizio funzionale complessivo è inoltre già stata affermata dalla Corte costituzionale in merito ai referendum sugli statuti regionali di cui all'articolo 123 della Costituzione, contemplati da un enunciato simile, giudicando incostituzionale l'eventualità di sottoporre a referendum singole parti della legge regionale con cui è stato approvato lo statuto.
(La formulazione del secondo comma dell'art. 138 Cost. sui referendum costituzionali.)
(Terzo comma dell'art. 123 Cost. sui referendum sugli statuti regionali, per i quali la Corte costituzionale ha esplicitato che l'oggetto può solo essere l'intera legge statutaria.)
Il 10 novembre 2016 l'istanza di Onida (insieme a una simile che era stata presentata dagli avvocati Aldo Bozzi, Claudio e Ilaria Tani col supporto di Felice Carlo Besostri) venne bocciata; la giudice Loreta Dorigo del tribunale di Milano che si espresse sul caso motivò facendo prevalere quindi l'interpretazione secondo cui è lo stesso articolo 138 a imporre un oggetto del referendum "unitario e non scomponibile", definendo "orribile" il termine spacchettamento. Tale ipotesi fu dichiarata impraticabile anche in quanto snaturerebbe il referendum rischiando di trasformarlo da oppositivo a propositivo (visto che darebbe la possibilità di approvare solo pezzetti di riforma modificando la configurazione di riforma approvata dal legislatore). La giudice ha anche ricordato come nel caso d'una riforma di ampie dimensioni, le sue parti sono comunque da ritenersi di "reciproca interdipendenza" e, anche se toccano articoli diversi della Costituzione regolanti materie potenzialmente non omogenee, "non possono per ciò stesso ritenersi prive di interconnessione". Il 22 novembre anche il TAR del Lazio rigettò il ricorso di Onida «per difetto assoluto di giurisdizione».

## Posizioni dei partiti e campagne elettorali

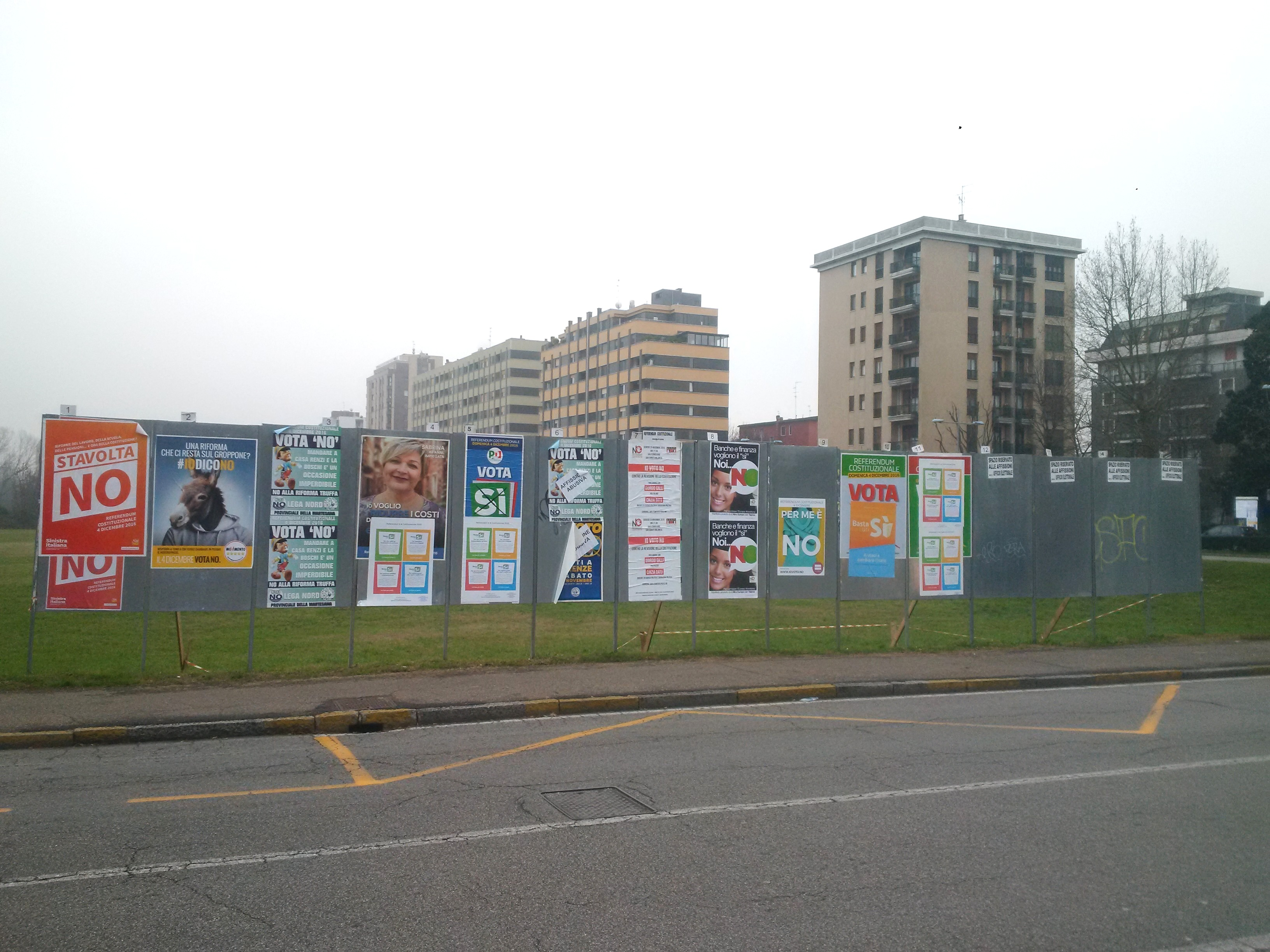
Campagna elettorale

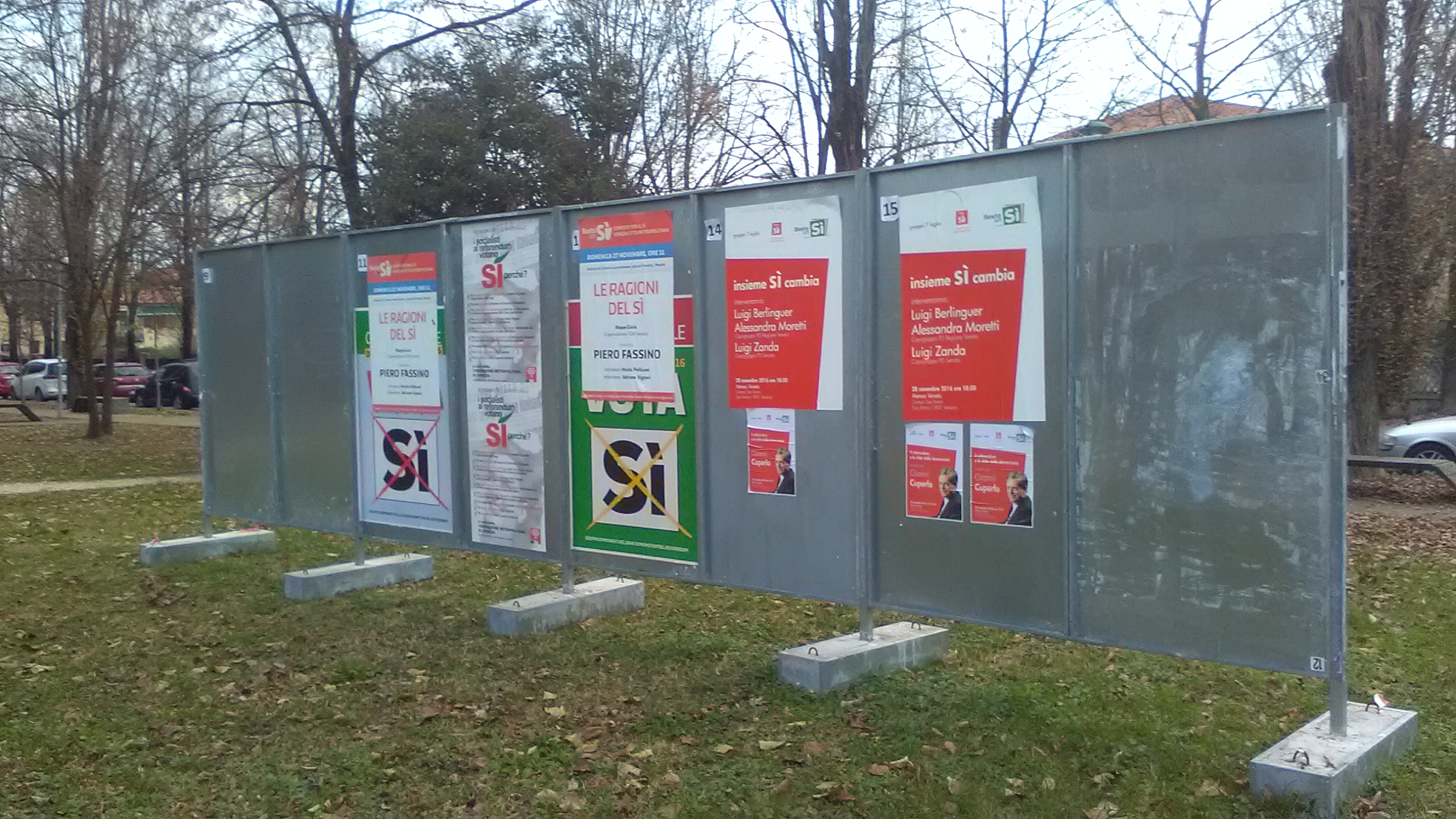
Manifesti

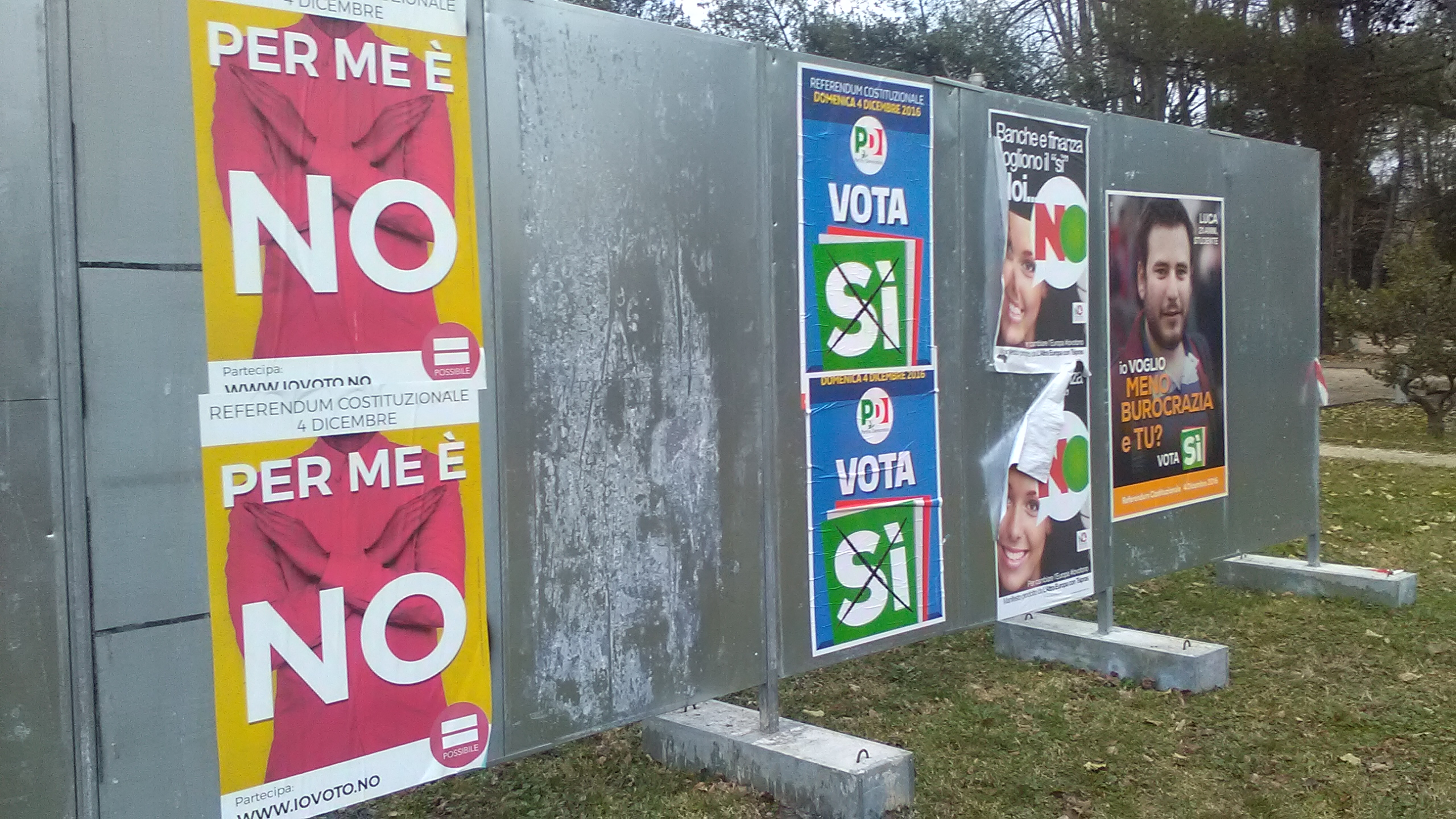
Manifesti

La riforma era nata su iniziativa del Governo Renzi, guidato dal leader del Partito Democratico Matteo Renzi, che ha legato al risultato del referendum il proprio destino politico, come in passato aveva fatto Charles de Gaulle in Francia per il referendum del 1969. Non tutto il principale partito di maggioranza aveva tuttavia dimostrato un pieno appoggio al disegno di legge costituzionale: sia prima sia dopo il voto finale in Parlamento, infatti, diversi esponenti della minoranza interna affermarono perplessità su diversi punti della riforma, sostenendo inoltre la necessità di correggere la legge elettorale, esprimendo riserve in merito al previsto premio di maggioranza a favore del partito più votato (a prescindere dall'appartenenza o meno a coalizioni) e criticando la strumentalizzazione di Renzi volta a trasformare il referendum anche in un voto su di sé. Diversi esponenti, tra cui Pier Luigi Bersani e Massimo D'Alema, si sono apertamente schierati per il no.
Tra le forze politiche che sostenevano il Governo in Parlamento, e che votarono quindi la riforma, rientravano, oltre ai parlamentari del PD, i gruppi di Area Popolare, formato da iscritti a Nuovo Centrodestra e UdC, di ALA, in gran parte formato da ex iscritti a Forza Italia guidati da Denis Verdini, e altre formazioni minori come Centro Democratico, Partito Socialista Italiano e Scelta Civica. Tra quelle che si opposero alle modifiche costituzionali figuravano invece Movimento 5 Stelle, Sinistra Italiana - Sinistra Ecologia Libertà, Lega Nord  e Fratelli d'Italia, alle quali si aggiunge Forza Italia, che nelle prime fasi del cammino della riforma in Parlamento le aveva sostenute.
Le ragioni addotte dai sostenitori della riforma comprendevano:
- la trasformazione del bicameralismo paritario in «bicameralismo differenziato»;
- l'introduzione di un iter legislativo più agile, dal momento che un disegno di legge – nel nuovo procedimento ordinario – non avrebbe dovuto necessariamente essere approvato nel medesimo testo da entrambe le Camere, limitando così le cosiddette "navette parlamentari";
- il risparmio, stimato in qualche centinaio di milioni di euro, derivante dall'abolizione del CNEL, dalla riduzione del numero dei senatori (e conseguentemente dall'eliminazione delle loro indennità), dal limite agli emolumenti elargiti ai consiglieri regionali e dal divieto di finanziare i gruppi politici regionali;
- il superamento di molti conflitti di attribuzione fra Stato e regioni sull'esercizio della potestà legislativa, con un ridimensionamento dell'autonomia regionale giustificato anche alla luce degli scandali e della cattiva gestione delle risorse pubbliche emersi in diverse amministrazioni locali.

Gli oppositori della riforma, oltre ad avanzare critiche di metodo sulle modalità con cui il provvedimento era stato approvato – senza un ampio consenso – e sulla scarsa qualità espositiva del testo proposto, mettevano invece in evidenza:
- il rischio che il nuovo Senato diventasse sostanzialmente inutile, il che avrebbe introdotto una complicazione nel sistema istituzionale;
- la complessità del nuovo iter legislativo in relazione all'ampio numero di procedimenti possibili, che avrebbero potuto far sorgere conflitti fra le due Camere;
- la conferma del bicameralismo perfetto nell'iter legislativo di molte tipologie di leggi e l'effettivo mantenimento del bicameralismo nelle tipologie legislative residuali;
- l'esiguità o l'insussistenza dei risparmi prospettati dai sostenitori della riforma;
- l'abolizione dell'elezione diretta dei senatori, che avrebbe contribuito ad allontanare ulteriormente le istituzioni dai cittadini;
- l'eccessiva riduzione dell'autonomia delle regioni, il che avrebbe leso il principio di sussidiarietà;
- il rischio, paventato solo da alcuni fra i contrari alla riforma, che il nuovo assetto istituzionale potesse favorire «derive autoritarie», sia per effetto della legge elettorale sia per l'istituzione di strumenti come il procedimento legislativo «a data certa».

Le campagne elettorali a favore e contro confluirono principalmente in appositi comitati per il sì e per il no al referendum, che videro l'impegno di politici e di costituzionalisti in entrambi gli opposti schieramenti. La presenza di magistrati fra i pubblici sostenitori del no vide nascere polemiche per il presunto venir meno della loro terzietà, alle quali risposero rivendicando, come fatto dal procuratore della Repubblica presso il Tribunale di Torino Armando Spataro, un "diritto-dovere" civico di schierarsi pur rimanendo fuori dalle contese politiche, in modo simile a quanto già avvenuto in occasione del referendum del 2006.
- Partiti per il sì:[45][46] Centro Democratico, Italia dei Valori,[52] MAIE, Nuovo Centrodestra, Partito Democratico, Partito Socialista Italiano, Scelta Civica
- Altre organizzazioni per il sì: CISL,[53] Coldiretti,[54] Confindustria[55]

- Partiti per il no:[45][46] Conservatori e Riformisti, Federazione dei Verdi,[56] Forza Italia, Fratelli d'Italia, Lega Nord, Movimento 5 Stelle, Rifondazione Comunista,[57] Sinistra Italiana - Sinistra Ecologia Libertà, Unione di Centro[58]
- Altre organizzazioni per il no: ANPI,[59] ARCI,[60] CGIL,[61] Cobas,[62] CUB,[63] FIOM,[53] Italianieuropei,[64] Libertà e Giustizia,[65] Magistratura democratica,[66] Rete degli studenti medi, Unione degli universitari, UGL,[67] USB[68]

### Cronologia delle campagne referendarie
- 29 ottobre 2015: nasce il comitato nazionale per il no al referendum guidato da Alessandro Pace e Gustavo Zagrebelsky.[69]
- 29 dicembre 2015: durante la conferenza stampa di fine anno della Presidenza del Consiglio, Matteo Renzi annuncia per la prima volta dopo l'approvazione della riforma l'intenzione di abbandonare la politica in caso di bocciatura del referendum («Se perdo il referendum considero fallita la mia esperienza politica»).[70][71]
- 20 gennaio 2016: nasce il comitato per il no costituito da Renato Brunetta, Gian Marco Centinaio, Edmondo Cirielli, Mariastella Gelmini, Paolo Romani e altri parlamentari di centrodestra.[72]
- Gennaio 2016: Jim Messina viene incaricato da Matteo Renzi per coordinare la campagna a favore della riforma.[73]
- Febbraio 2016: nascono i primi comitati locali a favore della riforma.[74][75]
- 11 marzo 2016: Il Fatto Quotidiano pubblica un appello contro la riforma e la nuova legge elettorale sottoscritto da professori, ricercatori, scrittori, attori e altre personalità.[76]
- 12 aprile 2016: la Camera dei deputati approva in via definitiva il disegno di legge di revisione costituzionale.[77]
- 22 aprile 2016: cinquantasei giuristi, tra cui magistrati e vari professori universitari, pubblicano un manifesto contro la riforma.[78]
- 25 aprile 2016: parte la raccolta firme per chiedere un referendum confermativo sulla riforma sostenuta dai comitati contrari; l'iniziativa referendaria era giù stata intrapresa per via parlamentare. Parallelamente si raccolgono firme anche per referendum abrogativi contro l'Italicum, contro la riforma scolastica nota come La Buona Scuola e altri in materia ambientale.[79][80]
- 21 maggio 2016: nasce il comitato nazionale Basta un sì che si pone come vertice dei molti comitati locali già costituiti nei mese precedenti; anche questo avvia una simbolica raccolta firme per chiedere un referendum.[79][80]
- 24 maggio 2016: viene pubblicato un manifesto a favore della riforma firmato da quasi duecento professori universitari.[81]
- 2 giugno 2016: la Repubblica pubblica un appello per "un pacato sì" al referendum firmato da oltre trecento personalità tra cui professori universitari, ricercatori, politici, scrittori e registi.[82]
- 2 giugno 2016: Roberto Benigni sul voto per il referendum dichiara in un'intervista: «Col cuore mi viene da scegliere il "no". Ma con la mente scelgo il "sì"», attirandosi alcune polemiche tra cui quelle di Dario Fo.[83]
- Giugno 2016: la media mensile dei sondaggi indica per la prima volta un vantaggio dei voti contrari alla riforma, anche se ancora con un'alta quota di indecisi; alcuni media accostano la portata del referendum a quello svolto il 23 giugno nel Regno Unito sulla "Brexit".[84]
- 1º luglio 2016: l'ufficio studi di Confindustria in caso di vittoria dei no nel referendum, tenendo conto anche delle altre cause di instabilità politica-finanziaria internazionale, stima un calo di quattro punti percentuali del prodotto interno lordo nel triennio 2017-2019, seicentomila occupati in meno e più di quattrocentomila poveri in più.[85]
- 1º luglio 2016: a conferma della forte politicizzazione del referendum, secondo un sondaggio dell'Istituto Ixè, almeno il 38% degli intervistati dichiara l'intenzione di votare per "confermare o mandare a casa Renzi" più che per esprimere un giudizio sulla riforma costituzionale, posta in primo piano dal 46% del campione.[86]
- 3 luglio 2016: Citigroup giudica il referendum il più grande rischio del 2016 nello scenario politico europeo escludendo la situazione nel Regno Unito; secondo alcuni analisti l'incertezza del suo esito pesa già sui mercati finanziari.[87]
- 5 luglio 2016: avendo raccolto circa 420 000 firme su almeno 500 000 richieste dalla Costituzione, falliscono le raccolte di firme contro l'Italicum e per la maggior parte degli altri referendum abrogativi proposti. Fanno eccezione quattro quesiti sulla Buona Scuola, che hanno visto la mobilitazione di vari movimenti sindacali di settore e per i quali il 7 luglio vengono depositate in Cassazione circa 530 000 firme.[80][88] La Corte tuttavia ne certificherà poche migliaia in meno rispetto alle 500 000 necessarie, bocciando le richieste di referendum il 12 ottobre 2016.[89]
- 9 luglio 2016: tra i parlamentari prende piede la proposta di "spacchettare" il referendum avanzata dai radicali, ma i capogruppo dei principali partiti confermano tuttavia la preferenza per il voto unico;[19][23] una relativa sottoscrizione si limiterà a raccogliere una quarantina di adesioni alla Camera e poche unità al Senato.[90]
- 13 luglio 2016: il comitato per il sì annuncia di aver raccolto tra le 560 e le 580.000 firme per la richiesta popolare di firme, presentando le firme in Cassazione il giorno seguente; la medesima iniziativa dei comitati per il no è invece terminata a quota 300 000 sulle 500 000 necessarie.[90]
- 19 luglio 2016: l'UdC, partito che sostiene la maggioranza insieme a NCD, con cui ha sostenuto e votato la riforma in Parlamento, si schiera per il no.[58] Diversi esponenti, tra cui il presidente Giampiero D’Alia, rimangono tuttavia a favore della riforma.[91]
- 8 agosto 2016: l'Ufficio centrale per il referendum dichiara valide le firme presentate dal comitato per il sì; da questa data il Governo ha sessanta giorni di tempo per deliberare sulla data della consultazione, da tenersi poi tra il 50º e il 70º giorno successivo l'indizione.[25]
- 7 settembre 2016: Rete degli Studenti Medi ed Unione degli Universitari si schierano per il No, lanciando la piattaforma "kNOw, conoscere per dire no".[92][93]
- 5 settembre 2016: Massimo D'Alema lancia un comitato per il no presieduto da Guido Calvi.[94]
- 26 settembre 2016: il Consiglio dei ministri fissa per domenica 4 dicembre la data della consultazione referendaria;[95] il giorno seguente il Presidente della Repubblica emana il decreto di indizione.[24]
- 5 ottobre 2016: esponenti del Movimento 5 Stelle e di Sinistra Italiana annunciano di aver presentato ricorso al TAR del Lazio contro la presunta tendenziosità del quesito referendario.[30] Il ricorso sarà poi giudicato inammissibile il 20 ottobre.[32]
- 8 ottobre 2016: a Roma militanti di un circolo locale del PD danno vita a un gruppo per il no al referendum in contrasto con le indicazioni dei vertici del partito, che vietavano la costituzione di comitati contrari alla linea ufficiale adottata a livello nazionale.[96]
- 11 ottobre 2016: Valerio Onida, presidente emerito della Corte costituzionale, inoltra un ricorso al TAR del Lazio e un altro al tribunale civile di Milano contro il quesito referendario, eccependone la non omogeneità e l'erronea qualifica di referendum "confermativo",[33] mentre il Codacons, pur non essendo schierato né a favore e né contro il progetto di riforma, denuncia all'Agcom e all'Antitrust la presunta natura tendenziosa del primo spot televisivo istituzionale sul referendum.[33]
- 18 ottobre 2016: Barack Obama, in occasione di una "cena di stato" che ha visto tra gli altri la presenza del Presidente del Consiglio italiano, dichiara di tifare per il sì al referendum e di augurarsi che Renzi resti in politica, suscitando polemiche nel fronte del no.[97][98]
- 10 novembre 2016: il tribunale civile di Milano boccia il ricorso di Onida, giudicando le parti di un'ampia riforma "dotate di interdipendenza" anche se riguardano materie potenzialmente non omogenee, mentre uno spacchettamento andrebbe contro la previsione di un oggetto "unitario e non scomponibile" inteso dall'art. 138 Cost.[39] Il 22 novembre l'istanza di Onida viene poi rigettata anche dal TAR del Lazio per difetto di giurisdizione.[40]
- 23 novembre 2016: diverse testate evidenziano come nell'ultima parte di campagna elettorale non manchino toni sopra le righe e insulti tra i leader politici dei due schieramenti; il comitato del no presieduto da Alessandro Pace intanto annuncia un ricorso nel caso il voto degli italiani all'estero, secondo alcuni osservatori soggetto a potenziali irregolarità, risultasse decisivo per una vittoria del sì.[99]
- 24 novembre 2016: l'ultimo numero del The Economist, in controtendenza rispetto alle altre testate internazionali di politica economica (il Financial Times si era ad esempio schierato per il sì temendo l'inizio del declino dell'euro in caso di vittoria del segno opposto) contiene un editoriale a sostegno del no, argomentando come la vittoria del sì, unita alla nuova legge elettorale, possa favorire l'ascesa di populismi (scenario che altri commentatori associano alla vittoria del no; per l'Economist invece una caduta del Governo Renzi favorirebbe l'auspicabile ritorno di un governo tecnico) in un paese che ne sarebbe storicamente particolarmente soggetto.[100][101]

### Dibattiti televisivi
LA7 era stata la prima emittente a organizzare una serie di dibattiti televisivi sul referendum in prima serata a partire dal 16 settembre 2016, all'interno di un apposito programma dal titolo Sì o No (il mese seguente spostato in seconda serata, tornando nel prime time per l'ultima puntata del 2 dicembre), curato e condotto da Enrico Mentana.
Tra i dibattiti all'interno di altri programmi della stessa emittente, spicca lo scontro del 22 settembre tra Marco Travaglio e Matteo Renzi a Otto e mezzo, seguito da 2.285.000 telespettatori con uno share del 9,35%, cifre superiori alla media di rete.
La Rai, oltre ai vari spazi informativi e di dibattito all'interno dei programmi regolarmente presenti nei suoi palinsesti e le tradizionali tribune elettorali, programmò una serie di dibattiti su Rai 1 dopo il TG delle 20:00, e tre speciali in prima serata sulla stessa rete, curati dalle redazioni di Porta a Porta e del TG1. Mediaset mise invece in palinsesto quattro speciali su Rete 4 condotti da Paolo Del Debbio dal titolo Perché sì, perché no.
| Rete                                                 | Programma                    | Moderatore       | Data         | Partecipanti                                         | Partecipanti                                                 | Ascolti    | Ascolti | Note            |
| Rete                                                 | Programma                    | Moderatore       | Data         | Sostenitori del «sì»                                 | Sostenitori del «no»                                         | Spettatori | Share   | Note            |
| ---------------------------------------------------- | ---------------------------- | ---------------- | ------------ | ---------------------------------------------------- | ------------------------------------------------------------ | ---------- | ------- | --------------- |
| LA7                                                  | Sì o No                      | Enrico Mentana   | 16 settembre | Roberto Giachetti                                    | Massimo D'Alema                                              | 792 000    | 3,4%    | [ 105 ] [ 106 ] |
| LA7                                                  | Sì o No                      | Enrico Mentana   | 23 settembre | Gian Luca Galletti, Dario Nardella                   | Renato Brunetta, Giuseppe Civati                             | 574 000    | 2,7%    | [ 107 ] [ 108 ] |
| LA7                                                  | Sì o No                      | Enrico Mentana   | 30 settembre | Matteo Renzi                                         | Gustavo Zagrebelsky                                          | 1 747 000  | 8,0%    | [ 109 ] [ 110 ] |
| LA7                                                  | Sì o No                      | Enrico Mentana   | 2 dicembre   | Matteo Renzi (i)                                     | Silvio Berlusconi (i), Luigi Di Maio (i), Matteo Salvini (i) | 965 000    | 4%      | [ 111 ] [ 112 ] |
| Rete 4                                               | Perché sì, perché no         | Paolo Del Debbio | 10 novembre  | Alessandra Moretti, Enrico Zanetti                   | Massimiliano Fedriga, Giovanni Toti                          | 622 000    | 2,4%    | [ 113 ] [ 114 ] |
| Rete 4                                               | Perché sì, perché no         | Paolo Del Debbio | 17 novembre  | Maurizio Lupi, Matteo Ricci                          | Paolo Ferrero, Laura Ravetto                                 | 769 000    | 2,9%    | [ 115 ] [ 116 ] |
| Rete 4                                               | Perché sì, perché no         | Paolo Del Debbio | 24 novembre  | Angelino Alfano (i), Anna Ascani, Maurizio Martina   | Luigi Di Maio (i), Mariastella Gelmini, Giorgia Meloni       | 734 000    | 2,7%    | [ 117 ] [ 118 ] |
| Rete 4                                               | Perché sì, perché no         | Paolo Del Debbio | 1º dicembre  | Stefano Bonaccini                                    | Silvio Berlusconi (i), Matteo Salvini                        | 807 000    | 3,1%    | [ 119 ] [ 120 ] |
| Rai 1                                                | Sì o No? Speciale Referendum | Bruno Vespa      | 16 novembre  | Maria Elena Boschi, Pier Carlo Padoan, Carlo Calenda | Matteo Salvini, Anna Maria Bernini, Stefano Fassina          | 1 979 000  | 9,12%   | [ 121 ] [ 122 ] |
| Rai 1                                                | Sì o No? Speciale Referendum | Bruno Vespa      | 23 novembre  | Matteo Renzi, Beatrice Lorenzin, Flavio Tosi         | Giovanni Toti, Giorgia Meloni, Alfredo D'Attorre             | 2 505 000  | 11%     | [ 123 ] [ 124 ] |
| Rai 1                                                | Sì o No? Speciale Referendum | Bruno Vespa      | 30 novembre  | Matteo Renzi (i), Angelino Alfano (i)                | Silvio Berlusconi (i), Matteo Salvini (i)                    | 2 184 000  | 9,5%    | [ 125 ] [ 126 ] |
| (i) ospite intervistato separatamente dal conduttore |                              |                  |              |                                                      |                                                              |            |         |                 |

## Sondaggi
I primi sondaggi d'opinione svolti durante le prime fasi dell'iter del disegno di legge in Parlamento configuravano un ampio indice di gradimento nell'elettorato: nel mese di marzo 2014 Ipsos e l'Istituto Piepoli riportavano infatti un giudizio positivo da parte di oltre il 60% di intervistati, corrispondente a oltre il 70% se rapportato a due singole scelte sì/no escludendo indecisi e astenuti. Anche nei mesi successivi e nel corso del 2015 la maggior parte dei sondaggi riportava una netta prevalenza di opinioni favorevoli alla riforma, con il solo Istituto Ixè a rilevare in un paio di occasioni una maggioranza di contrari.
Un'ampia maggioranza di «sì» a un possibile referendum continuò a essere prospettata nei primi mesi del 2016, mentre la riforma iniziava a superare le prime votazioni finali alla Camera e al Senato, anche se alcuni istituti sottolineavano la presenza di un'alta percentuale di indecisi e astenuti. EMG Acqua, per esempio, a gennaio stimava quasi un 70% di sì, ma con oltre il 50% propenso all'astensione e una quasi altrettanto consistente quota di indecisi sul totale del campione. Tendenzialmente le percentuali contrarie alla riforma iniziarono mediamente a crescere all'avvicinarsi dell'approvazione finale del Parlamento, avvenuta il 12 aprile, e nelle settimane immediatamente successive, in corrispondenza di un avvio più marcato delle campagne contrarie, della politicizzazione del referendum abrogativo svolto nello stesso mese e del riemergere di contrasti tra magistratura e politica. Se fino al primo trimestre del 2016 la media del complesso dei sondaggi svolti nei due anni precedenti indicava un 62% di opinioni favorevoli tra i pareri espressi, alla fine di aprile 2016 le percentuali medie poco si discostavano dalla parità, con Euromedia Research tra gli istituti a configurare una possibile vittoria del no. L'aumento delle risposte contrarie continuò nelle settimane successive, arrivando al sorpasso nella media delle percentuali rilevate a giugno. Alcuni osservatori hanno messo in correlazione il calo di popolarità della riforma anche con quello dello stesso Renzi e del suo governo, il cui indice di gradimento registrato dai sondaggi è andato decrescendo nel corso dell'anno. Secondo un sondaggio di Demopolis condotto a settembre, in linea con altre precedenti rilevazioni dello stesso tipo, oltre il 40% del campione dichiarava infatti di interpretare il voto come un sì o un no al Governo Renzi più che alla riforma proposta.
All'indizione formale del referendum, a fine settembre, il no manteneva un vantaggio sul sì secondo la maggioranza dei sondaggi, con scarti che oscillavano tra valori poco distanti dalla parità e fino a circa dieci punti percentuali di differenza, tuttavia ancora con un'alta percentuale di indecisi, che secondo alcune rilevazioni arrivavano a superare il 40% del campione. L'affluenza era invece stimata tra il 45 e il 55%. Tra i punti della riforma più apprezzati dagli intervistati figuravano la prospettiva di superare il bicameralismo perfetto, l'abbassamento del quorum per i referendum in presenza di un maggior numero di sottoscrittori e la riduzione dei senatori, mentre la loro elezione indiretta è il punto più impopolare, condiviso da circa un quarto dei campioni. Secondo l'Istituto Piepoli considerando i giudizi sul gradimento della riforma nel complesso a poco più di sessanta giorni dal voto risultava ancora una marginale maggioranza degli intervistati che ne approvava i contenuti.

Medie degli ultimi valori dei sondaggi a due settimane dal voto

La situazione rimase sostanzialmente invariata durante il vivo della campagna elettorale. Nelle ultime settimane prima dello stop alla diffusione dei sondaggi, a circa venti giorni dal voto, il no era davanti in tutte le rilevazioni, mediamente con circa sette-otto punti percentuali di vantaggio e una tendenza che registrava un leggero aumento dei contrari; gli indecisi erano circa un quarto del campione.
Tra gli intenzionati a votare, la percentuale di coloro che ammettevano di esprimersi ai seggi sul Governo Renzi e non sulla riforma era salita al 56% secondo Demopolis, mentre secondo un sondaggio del Cise per Il Sole 24 ORE quasi il 60% del totale degli intervistati dichiarava di essere informato poco o per niente sulla riforma. Lo stesso sondaggio del Cise metteva in luce come il 61% avesse un giudizio abbastanza o molto negativo sull'azione del governo in carica, mentre confermava come riguardo ai contenuti della riforma, in contrasto con le indicazioni di voto, il parere della maggioranza degli intervistati fosse prevalentemente positivo. Per Tecnè, che dichiarava infine una probabilità di vittoria del sì limitata al 21%, dando come esito più favorito una marginale vittoria del no con un numero di preferenze compreso tra il 51 e il 53%, una netta maggioranza degli elettori riteneva inoltre necessarie le dimissioni del governo in caso di prevalenza dei voti contrari alla riforma.
Per quanto riguarda le fasce d'età, il sì era dato in vantaggio solo tra gli elettori con oltre 55 anni d'età, e in particolare tra gli over 65, mentre tra i più giovani prevaleva nettamente il no.

## Operazioni di voto

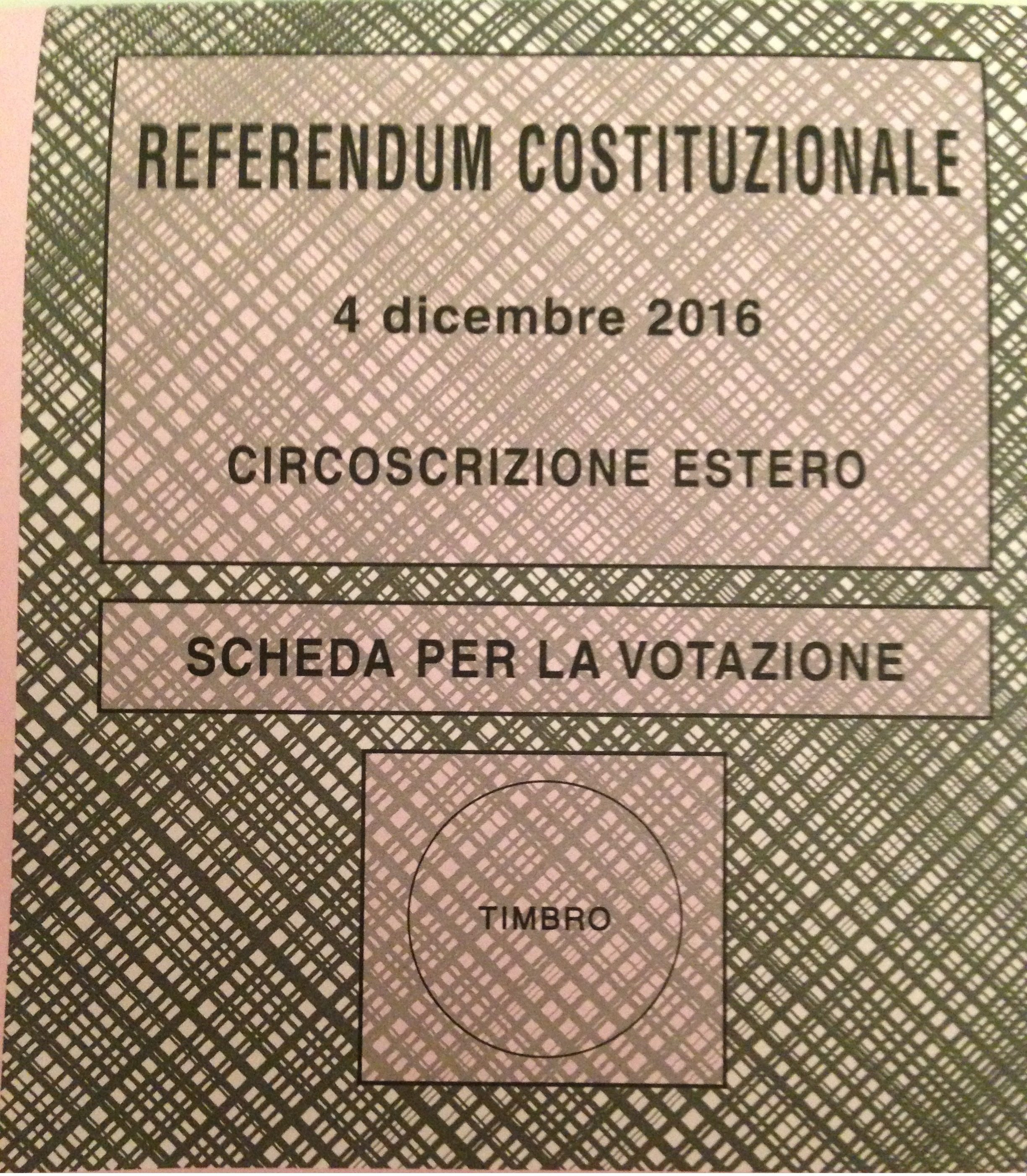
Frontespizio di una scheda referendaria destinata al voto degli italiani residenti all'estero

Le operazioni di voto si sono svolte in Italia domenica 4 dicembre 2016 dalle ore 07:00 alle ore 23:00; gli scrutini sono iniziati subito dopo.
Le modalità della votazione prevedono che gli elettori si rechino presso il proprio seggio elettorale, dove – previa esibizione di un documento di riconoscimento e della tessera elettorale – saranno consegnate loro una scheda spiegata e una matita copiativa con cui votare. Il voto è quindi espresso in segretezza nelle apposite cabine disposte all'interno dello stesso seggio, tracciando un segno su una delle due opzioni stampate sulla scheda elettorale; l'elettore deve infine ripiegare la scheda votata, in modo tale che il frontespizio stampato sulla parte esterna rimanga visibile, e riconsegnarla affinché sia inserita, in sua presenza, nell'apposita urna di cartone. Al termine della votazione le schede vengono scrutinate all'interno degli stessi seggi.
I cittadini italiani residenti all'estero che scelgono di votare nel proprio paese di residenza votano invece per corrispondenza nelle settimane precedenti la data del voto in Italia. Il materiale elettorale è recapitato automaticamente agli iscritti all'AIRE, i quali, dopo aver votato, possono rispedirlo al proprio consolato di riferimento. I residenti all'estero possono anche optare, comunicandolo preventivamente, di votare in Italia, mentre possono chiedere di votare all'estero anche italiani non iscritti all'AIRE che si trovano temporaneamente oltre i confini nazionali. Per il referendum costituzionale del 2016 i consolati italiani accetteranno le schede votate fino alle ore 16:00 locali del 1º dicembre, per spedirle poi in Italia tramite valigia diplomatica accompagnata. Il loro scrutinio si è svolto la sera del 4 dicembre, in contemporanea con le schede votate in Italia, in 1 618 seggi appositamente allestiti a Castelnuovo di Porto, località poco distante da Roma. La prassi del voto estero, introdotta a partire dal 2001, è stata oggetto di critiche e controversie intensificatesi nel corso del mese di novembre 2016; i detrattori contestano in particolare la mancata salvaguardia dei principi di libertà e segretezza del voto oltre che l'esposizione a tentativi di brogli come già riscontrati durante passate votazioni.
Complessivamente il corpo elettorale ammonta a 50 773 284 cittadini, di cui 46 720 943 residenti in Italia o residenti all'estero che hanno optato per il voto in Italia (1 344 elettori), e 4 052 341 residenti all'estero o situati temporaneamente all'estero che hanno chiesto di votare per corrispondenza (31 462 elettori). I seggi allestiti nei 7 998 comuni italiani ammontano a 61 551.

## Risultati
| No             | 19 421 025 | 59,12 |  |  |  |  |  |  |
| Sì             | 13 431 087 | 40,88 |  |  |  |  |  |  |
| Totale         | 32 852 112 | 100   |  |  |  |  |  |  |
|                |            |       |  |  |  |  |  |  |
| Schede bianche | 83 418     | 0,25  |  |  |  |  |  |  |
| Schede nulle   | 308 728    | 0,93  |  |  |  |  |  |  |
| Votanti        | 33 244 258 | 65,48 |  |  |  |  |  |  |
| Elettori       | 50 773 284 |       |  |  |  |  |  |  |

### Area Italia
| No             | 19 026 617 | 59,96 |  |  |  |  |  |  |
| Sì             | 12 708 172 | 40,04 |  |  |  |  |  |  |
| Totale         | 31 734 789 | 100   |  |  |  |  |  |  |
|                |            |       |  |  |  |  |  |  |
| Schede bianche | 74 120     | 0,23  |  |  |  |  |  |  |
| Schede nulle   | 189 007    | 0,59  |  |  |  |  |  |  |
| Votanti        | 31 997 916 | 68,49 |  |  |  |  |  |  |
| Elettori       | 46 720 943 |       |  |  |  |  |  |  |

### Area estero
| Sì             | 722 915   | 64,70 |  |  |  |  |  |  |
| No             | 394 408   | 35,30 |  |  |  |  |  |  |
| Totale         | 1 117 323 | 100   |  |  |  |  |  |  |
|                |           |       |  |  |  |  |  |  |
| Schede bianche | 9 298     | 0,75  |  |  |  |  |  |  |
| Schede nulle   | 119 721   | 9,61  |  |  |  |  |  |  |
| Votanti        | 1 246 342 | 30,76 |  |  |  |  |  |  |
| Elettori       | 4 052 341 |       |  |  |  |  |  |  |

### Risultati per regione
| Regione                           | Sì         | Sì          | No         | No          | Affluenza  | Affluenza |
| Regione                           | Preferenze | % voti val. | Preferenze | % voti val. | Votanti    | % elett.  |
| --------------------------------- | ---------- | ----------- | ---------- | ----------- | ---------- | --------- |
| Abruzzo                           | 255 001    | 35,61%      | 461 188    | 64,39%      | 722 930    | 68,72%    |
| Basilicata                        | 98 924     | 34,11%      | 191 081    | 65,89%      | 293 546    | 62,86%    |
| Calabria                          | 276 214    | 32,96%      | 561 726    | 67,04%      | 845 775    | 54,43%    |
| Campania                          | 839 692    | 31,48%      | 1 827 768  | 68,52%      | 2 689 070  | 58,88%    |
| Emilia-Romagna                    | 1 262 484  | 50,39%      | 1 242 992  | 49,61%      | 2 526 230  | 75,93%    |
| Friuli-Venezia Giulia             | 267 357    | 39,02%      | 417 754    | 60,98%      | 690 717    | 72,52%    |
| Lazio                             | 1 108 768  | 36,68%      | 1 914 397  | 63,32%      | 3 044 673  | 69,16%    |
| Liguria                           | 342 671    | 39,92%      | 515 777    | 60,08%      | 865 756    | 69,74%    |
| Lombardia                         | 2 452 936  | 44,51%      | 3 058 210  | 55,49%      | 5 552 510  | 74,23%    |
| Marche                            | 385 768    | 44,93%      | 472 765    | 55,07%      | 866 233    | 72,84%    |
| Molise                            | 63 695     | 39,22%      | 98 728     | 60,78%      | 164 038    | 63,92%    |
| Piemonte                          | 1 054 749  | 43,52%      | 1 368 801  | 56,48%      | 2 446 664  | 72,04%    |
| Puglia                            | 659 354    | 32,84%      | 1 348 573  | 67,16%      | 2 024 651  | 61,71%    |
| Sardegna                          | 237 280    | 27,78%      | 616 791    | 72,22%      | 859 158    | 62,45%    |
| Sicilia                           | 642 713    | 28,40%      | 1 620 095  | 71,60%      | 2 284 254  | 56,65%    |
| Toscana                           | 1 105 769  | 52,51%      | 1 000 008  | 47,49%      | 2 125 053  | 74,46%    |
| Trentino-Alto Adige               | 305 322    | 53,87%      | 261 473    | 46,13%      | 572 486    | 72,23%    |
| Umbria                            | 240 346    | 48,83%      | 251 908    | 51,17%      | 496 406    | 73,48%    |
| Valle d'Aosta                     | 30 568     | 43,25%      | 40 116     | 56,75%      | 71 717     | 71,91%    |
| Veneto                            | 1 078 561  | 38,04%      | 1 756 466  | 61,96%      | 2 856 049  | 76,66%    |
| Totale Italia                     | 12 709 536 | 40,05%      | 19 025 254 | 59,95%      | 31 997 916 | 68,48%    |
|                                   |            |             |            |             |            |           |
| Europa                            | 415 068    | 62,42%      | 249 876    | 37,58%      | 730 109    | 33,70%    |
| America meridionale               | 207 144    | 71,93%      | 80 831     | 28,07%      | 328 561    | 25,44%    |
| America settentrionale e centrale | 63 059     | 62,23%      | 38 268     | 37,77%      | 117 382    | 31,30%    |
| Africa, Asia, Oceania e Antartide | 37 644     | 59,68%      | 25 433     | 40,32%      | 70 290     | 31,91%    |
| Totale Estero                     | 722 672    | 64,70%      | 394 253    | 35,30%      | 1 245 929  | 30,74%    |
|                                   |            |             |            |             |            |           |
| Totale                            | 13 432 208 | 40,88%      | 19 419 507 | 59,12%      | 33 243 845 | 65,47%    |

### Mappe
Le seguenti mappe mostrano la vittoria del sì o del no per regione, provincia, comune e stato estero, con diverse gradazioni di verde o di rosso a seconda della percentuale ottenuta dal sì o dal no.
     Sì: >60%
     Sì: 55-60%
     Sì: 50-55%
     No: >60%
     No: 55-60%
     No: 50-55%

## Conseguenze politiche del voto
(Matteo Renzi nella notte tra il 4 e il 5 dicembre 2016)

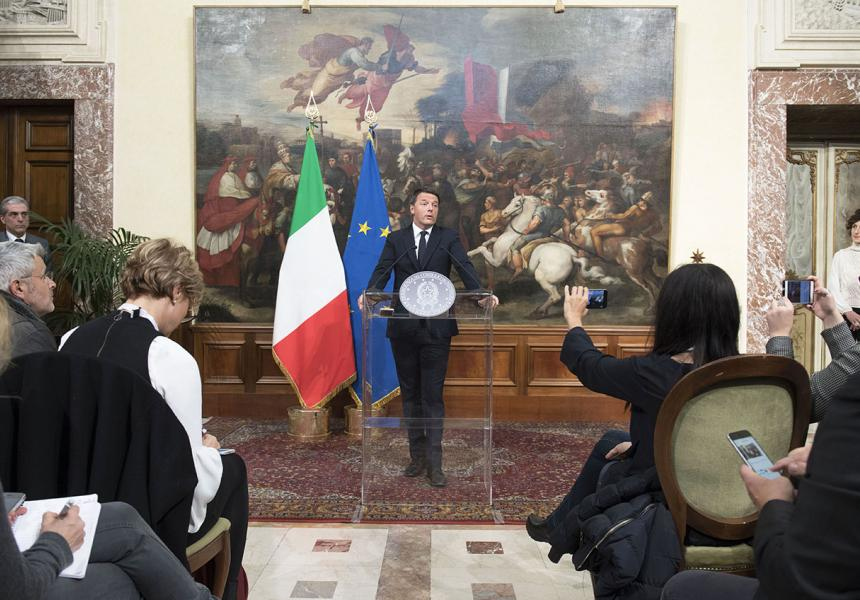
Matteo Renzi parla alla conferenza stampa post-referendaria nella notte dello spoglio.

Quando il risultato del voto era ormai chiaro – nella prima ora del 5 dicembre 2016 – Matteo Renzi ha annunciato per il seguente pomeriggio le sue dimissioni da Presidente del Consiglio. Durante la giornata del 5 dicembre, il presidente della Repubblica Sergio Mattarella ha tuttavia chiesto a Renzi di «soprassedere alle dimissioni» per presentarle al completamento dell’iter parlamentare di approvazione della legge di bilancio.
Successivamente alla bocciatura della riforma costituzionale e alle dimissioni del Presidente del Consiglio, la borsa di Milano ha chiuso la giornata di lunedì in maniera stabile (-0,2% rispetto alla vigilia del voto), mentre nella giornata del 6 dicembre i listini hanno segnato un rialzo del +4,15% (miglior risultato dall'11 marzo 2016).
Il 7 dicembre, dopo l'approvazione definitiva della legge di bilancio 2017 da parte del Senato (già approvata dalla Camera dei deputati il precedente 28 novembre), e dopo alcune comunicazioni date alla direzione del partito da lui guidato, Renzi è salito al Quirinale alle ore 19:00 circa, formalizzando le sue dimissioni e dando quindi il via alla crisi di governo. Il presidente della Repubblica a sua volta si è «riservato di decidere», invitando il governo a rimanere in carica per il disbrigo degli affari correnti, programmando le consultazioni a partire dalla serata del giorno successivo. Successivamente alle consultazioni Mattarella affida l'incarico per un nuovo esecutivo a Paolo Gentiloni (già ministro degli esteri del governo Renzi), il quale accetta con riserva. Dopo veloci consultazioni con i gruppi parlamentari scioglie la riserva e in tempi strettissimi giura con i suoi ministri al Quirinale e riceve nei due giorni successivi la fiducia delle due camere. Nasce così il governo Gentiloni, sostanzialmente composto dagli stessi ministri del precedente governo Renzi (con esclusione di Stefania Giannini sostituita da Valeria Fedeli e di Maria Elena Boschi sostituita da Anna Finocchiaro, entrano nel governo 5 nuovi ministri, mentre altri 5 ministri, pur rimanendo, cambiano ministero). Contrariamente a quanto dichiarato in campagna elettorale, la ex ministra per le riforme costituzionali Maria Elena Boschi (prima firmataria della proposta di riforma) decide di non abbandonare la politica e viene nominata sottosegretario di Stato alla Presidenza del Consiglio dei ministri.